# پدرو نواسکو
پدرو نواسکو (انگلیسی: Pedro Nolasco؛ ۲۰ فوریه ۱۹۶۲ – ۱۵ سپتامبر ۱۹۹۵) بوکسور اهل جمهوری دومینیکن بود.